# Dendronephthya crosslandi
Dendronephthya crosslandi is een zachte koraalsoort uit de familie Nephtheidae. De koraalsoort komt uit het geslacht Dendronephthya. Dendronephthya crosslandi werd in 1906 voor het eerst wetenschappelijk beschreven door Thomson & Henderson. 